# لمة إسلام
لمة إسلام هي قرية في مقاطعة خدا أفرين، إيران. عدد سكان هذه القرية هو 234 في سنة 2006.